# Alfonso VI de Portugal
Alfonso VI de Portugal, apodado el Victorioso, (24 de agosto de 1643-12 de septiembre de 1683) fue rey de Portugal, el segundo de la Casa de Braganza. Sexto de los 8 hijos del duque Juan II de Braganza —luego rey Juan IV de Portugal— y de Luisa Francisca de Guzmán. Por parte de madre era un 2.º bisnieto del santo Francisco de Borja y Aragón; y, consiguientemente, descendiente directo del papa Alejandro VI (Rodrigo Borja o Borgia).

## Biografía

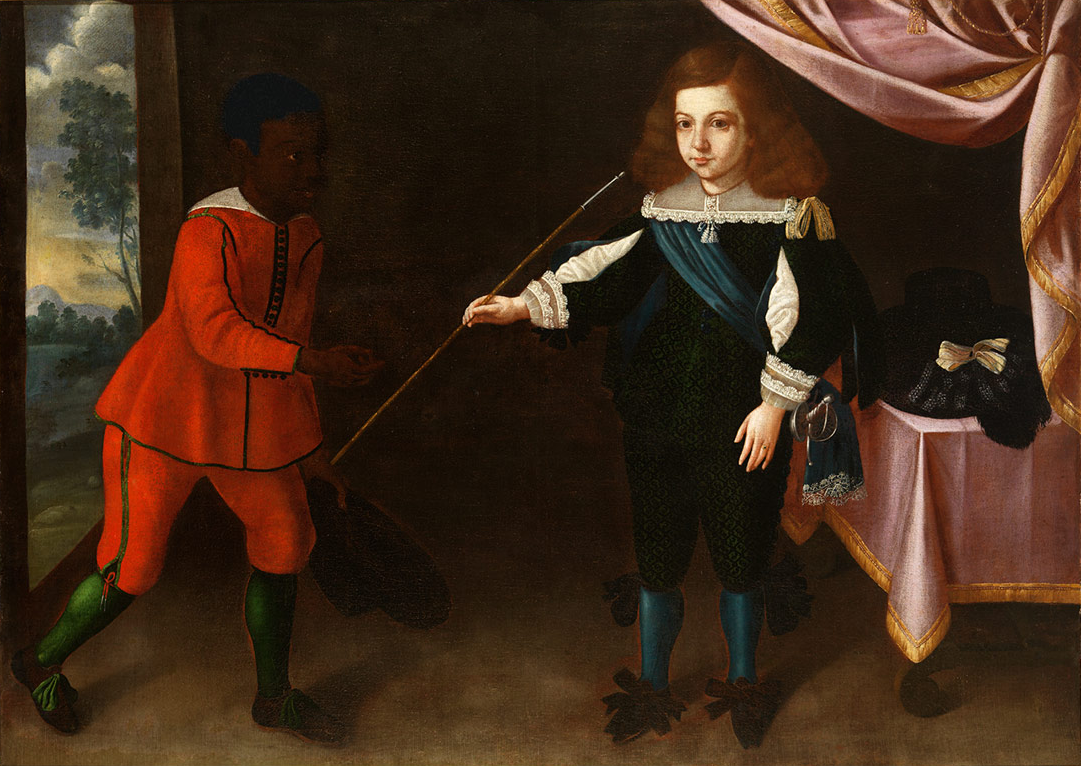
Alfonso de Joven y un paje Negro

Alfonso no estaba destinado a reinar y, por lo tanto, no estaba preparado para ello, ya que el heredero de la corona era su hermano mayor, el príncipe Teodosio. Su formación, como la del resto de sus hermanos, estuvo poco cuidada. Esto se confirma cuando su hermana, Catalina, parte hacia Inglaterra a casarse con Carlos II sin apenas hablar inglés.
Al contrario que sus hermanos, Alfonso pasó su infancia y su juventud en Lisboa en un ambiente de tensión salpicado de preocupaciones políticas, gubernamentales y militares. Con alrededor de 3 años padece una "fiebre maligna" que le afecta al lado derecho del cuerpo; este hecho repercutirá en su vida en diversos aspectos políticos, familiares e incluso sexuales. Actualmente se sospecha que fue una enfermedad que le afectó al sistema nervioso central, quizás una meningoencefalitis como propone el historiador Montalvão Machado.
Su hermano Teodosio fallece el 13 de mayo de 1653 y su hermana Juana el 17 de noviembre de ese mismo año. Alfonso se convierte entonces en el heredero al trono de Portugal siendo jurado como tal el 22 de octubre del mismo año.

### Creación de laCasa del Infantado
Juan IV pocos años antes de fallecer decide cederle al infante Pedro (futuro Pedro II) un vasto patrimonio de señoríos, la mayoría usurpados a los nobles contrarios a la Restauración que habían salido hacia España. Estos señoríos se extendían a lo largo del territorio portugués, del norte al sur del Alentejo, y son el origen de la Casa.
Se garantiza así, no sólo "el mantenimiento de los hijos segundos de la corona", en palabras del historiador Veríssimo Serrão, sino también de su descendencia con el fin de perpetuar la dinastía real portuguesa todo lo que se pudiese. Sin embargo, otros historiadores interpretan esta medida de forma diferente: dada la debilidad de la monarquía portuguesa, que ni tan siquiera estaba reconocida internacionalmente así como la inseguridad producida por la incapacidad del heredero, incluso para tener descendencia, esta medida ponía en manos de la familia real un vasto patrimonio que garantizaba su importancia señorial.
La Casa del Infantado y la Casa de Cadaval con quien la monarquía más tarde se aliaría, formaban la cúspide de la nobiliarquía portuguesa y, aunque tuvieran todas esas relaciones con la Corona, sus posesiones estaban separadas del patrimonio del Estado.

### Subida al trono y regencia deLuisa de Guzmán
Cuando tenía trece años, fallece su padre el rey Juan IV y él se convierte en su sucesor. No obstante su edad no le permitía reinar y, además, se dudaba de su capacidad mental para asumir el reinado. Fue aclamado y entronizado el 15 de noviembre de 1656. El rumor de que padecía una enfermedad mental hizo que se pensara en atrasar la ceremonia pero la reina se opuso. El discurso de la ceremonia correspondió a António de Sousa Macedo, jurisconsulto y diplomático, que no destacó la figura de Alfonso sino la de su padre al que definió como "una persona casi divina" así como la de los reyes anteriores, probablemente con la idea de despertar el valor del joven monarca, cuya nación se preparaba para la contraofensiva española y a quien le incumbía el deber de unir a todas las fuerzas vivas con el fin, tras 16 años de guerra, de no comprometer la independencia del país vecino y todo el proceso de restauración.

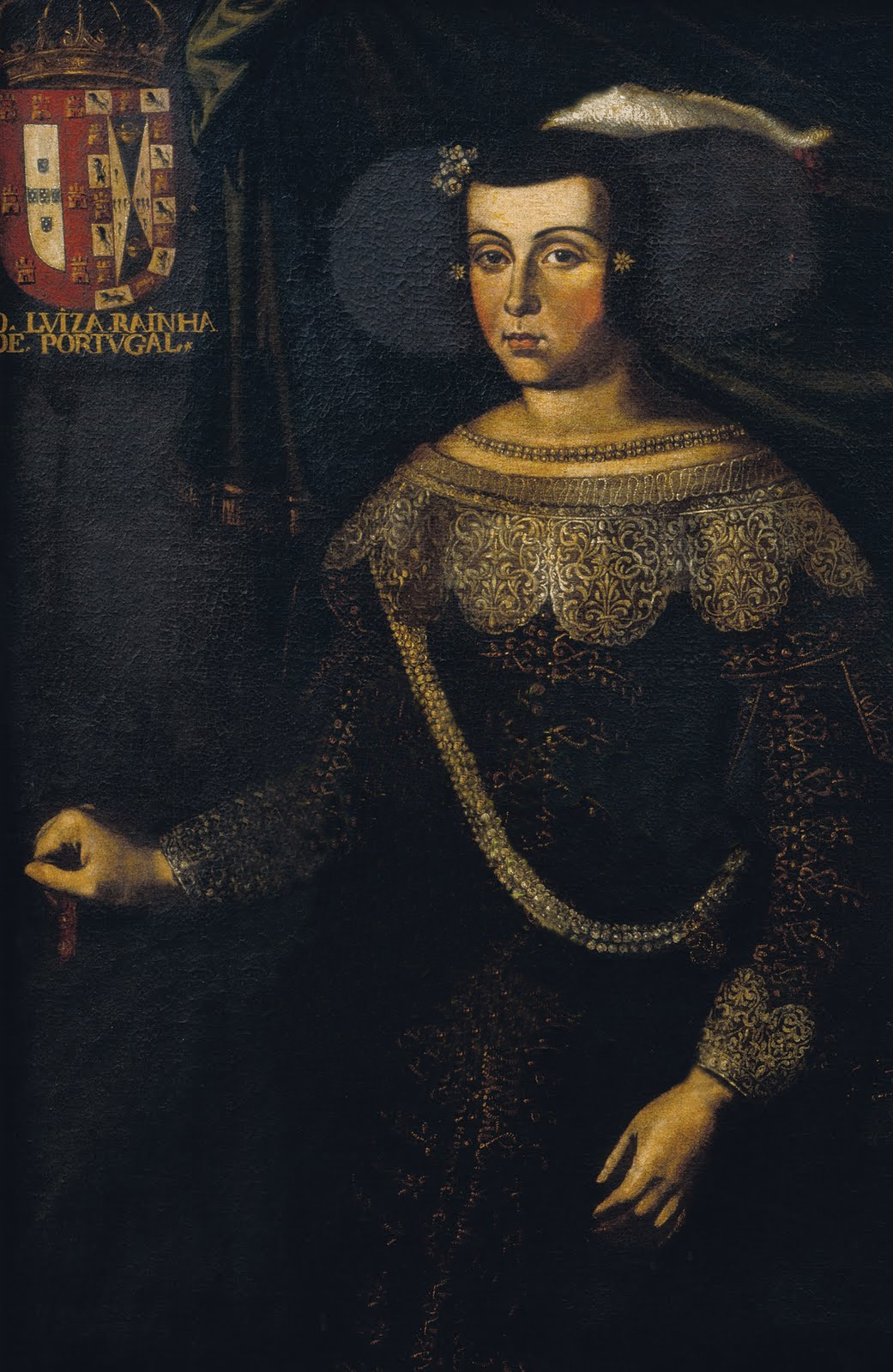
Retrato de Luisa de Guzmán, reina de Portugal, regente al principio del reinado de Alfonso VI.

Ese mismo día empezó la regencia de Luisa de Guzmán.
La regencia de Luisa de Guzmán se centró, inicialmente, en la organización del gobierno para imponerse a las facciones palaciegas. Nombra a Francisco de Faro, conde de Odemira, ayo de Alfonso, y uno de los nobles más poderosos de la época debido a sus lazos de parentesco con diversas familias nobles, y mantiene a los oficiales de la Casa Real nombrados por su marido. Designa a Pedro Vieira da Silva y a Gaspar Faria Severim, comendador de Moura, como miembros del Consejo de Estado. Sin embargo, la rivalidad entre Pedro Vieira da Silva y Francisco de Faro dificulta la regencia y Luisa de Guzmán se ve obligada a nombrar una "Junta Nocturna" conocida así por reunirse por las noches. Además de ellos, formaban parte de esta junta oficiales de confianza como el marqués de Nisa, Pedro Fernandes Monteiro, el conde de São Lourenço y fray Domingos do Rosário, diplomático experimentado. Esta junta fue bastante útil y ágil a la hora de gestionar los asuntos públicos.

### Amistad con António Conti
Con 13 años, según narra Veríssimo Serrão, se divertía observando desde una ventana del palacio real cómo jugaban los niños pobres, sobre todo se divertía viéndolos luchar y no dudaba en aplaudir a sus favoritos. En los arcos del patio hacia donde daba esa ventana se reunían los mercaderes, entre los que estaban António Conti, que tenía una tienda de cintas, medias y demás adornos femeninos. Este astuto genovés se supo ganar al joven monarca aplaudiendo a los favoritos de este y regalándole baratijas siempre que el rey baja al patio a hablar con él.

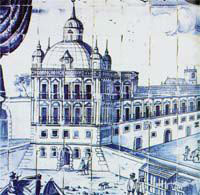
Panel de azulejos del, que representan al antiguo palacio de Ribeira, destruido en 1755 debido al terremoto que arrasó Lisboa. Alfonso VI fue el primer infante que vivió en ese palacio.

Cuando tomó posesión de la Casa, el 7 de abril de 1660, introdujo a António en palacio, concediéndole alojamiento, en un cuarto con puerta a la cámara del propio rey, lo que causó un gran escándalo en la corte. Se le nombró mozo de guardarropas del rey y tenía el privilegio de asistir al vestir y desvestir del rey, que también lo designó amo de llaves. António consigue que el rey lo nombre hidalgo, le conceda una encomienda así como el hábito de la orden de Cristo. El monarca también le concede una capilla cuyo rendimiento se acercaba a los 1000 cruzados.
Durante las salidas nocturnas, según las descripciones del conde de Ericeira, que documentó gran parte de la Restauración, el rey no escatimaba esfuerzos para conquistar "el afecto tanto de las mujeres más expuestas, como de las más recatadas y, con el pasar de la noche y con el clarear del día, no perdonaba ni lo más sagrado de las iglesias" De hecho, dos monjas del convento de Odivelas, al cual asistían monarcas desde Dionisio I y donde florecían los amores, se disputaban el favor real, Ana de Moura y Feliciana de Milão. Probablemente para impresionar a alguna de las dos monjas, Alfonso quiso torear en el patio de aquel convento. Debido a ello, se cayó y se hizo daño.
La regente, al principio, intento apaciguar estas actitudes e impedir que el rey mantuviera contacto con estas personas. Sin embargo, Alfonso no la escuchaba ni a ella ni a sus consejeros. Continuaban las bromas de mal gusto y eran motivos de preocupación en la corte y la reina. Luisa tuvo que tomar una medida drástica: Se instauró una pena de azotes a quien con más de quince años "jugase a las guerras de piedras" António Conti es alejado de la corte y Francisco de Faro aprovecha y expulsa al grupo de palacio, que estaba allí a sus anchas. Alfonso, al ver cómo su madre y sus consejeros le impiden ver a sus amigos, se rebela contra ellos.
Aparecen en ese momento en la vida del joven rey dos jóvenes cortesanos que le hacen recuperar las amistades perdidas. Son Jerónimo de Ataíde (uno de los hijos de la famosa Filipa de Vilhena) y Luís de Vasconcelos e Sousa, conde de Castelo Menor. Como afirma Veríssimo Serrão "no [se acercaron a Alfonso VI] porque le conviniese esa vida escandalosa sino porque sentían que podían obtener el favor real una vez que tomaran el poder."

### La batalla da Linha de Elvas
Alfonso VI fue apodado El victorioso debido a las victorias de Portugal sobre España durante la Guerra de Restauración portuguesa. Se enfrentaron los portugueses a los españoles en cinco ocasiones durante esta guerra, siempre en minoría.
A principios de 1657, la regente es informada por el conde de Soure de que los españoles estaban reuniendo tropas para invadir Portugal en primavera de ese mismo año. Poco después, el general portugués André de Albuquerque localiza el lugar de reclutamiento de las tropas: Badajoz. También se supo que el rey de España iba a dirigir un poderoso ejército desde Mérida. El conde de Soure es sustituido al mando de las operaciones militares en el Alentejo por el conde de São Lourenço.

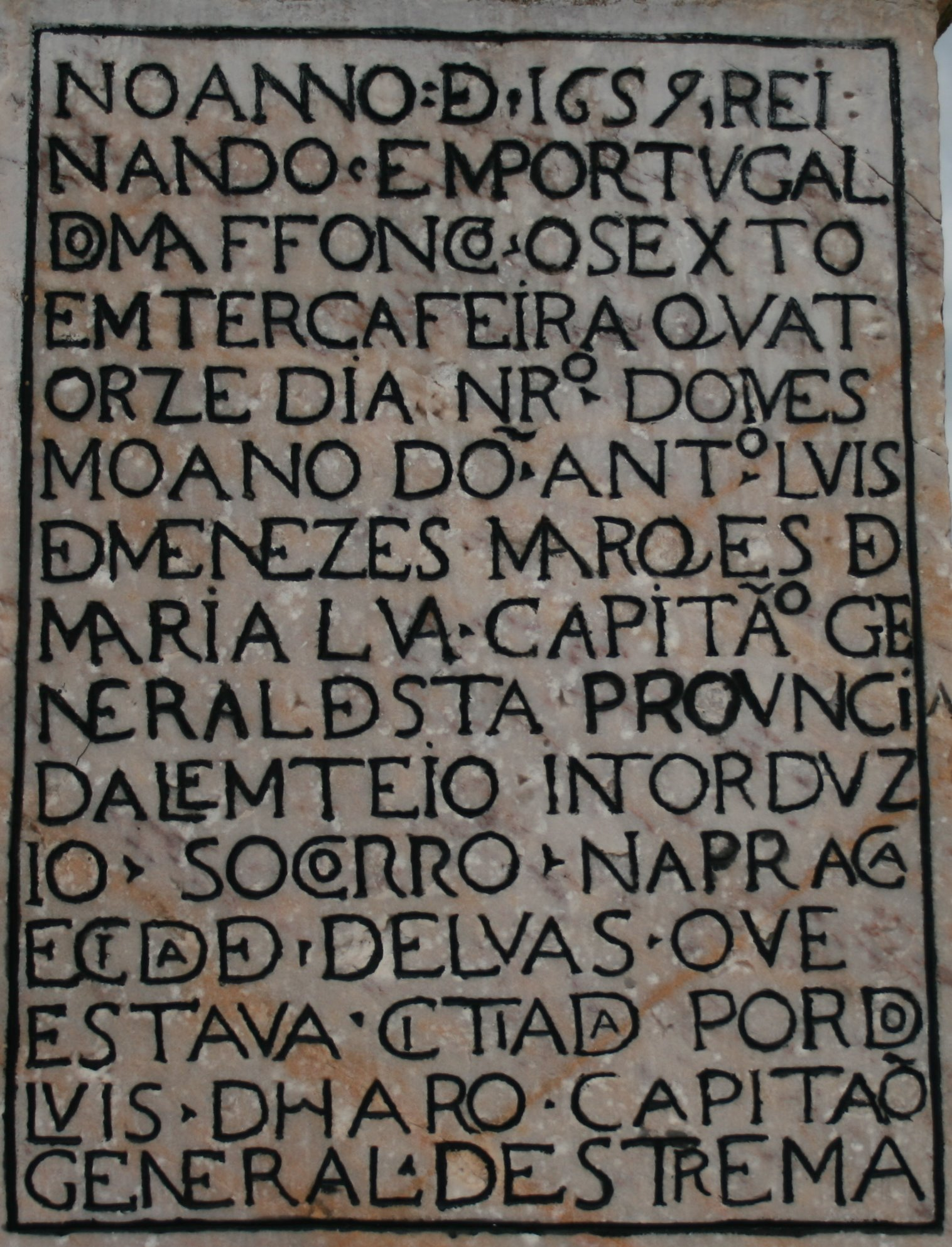
Piedra conmemorativa de la batalla de las Líneas de Elvas, 1659, con mención a Alfonso VI.

Nombra a los capitanes de Castelo de Vide, Marvão y Vila Viçosa y pide refuerzos de Trás-os-Montes, las Beiras y el Algarve. Los españoles toman la zona del Guadiana a principios del mes de abril y cayeron las plazas de Olivenza y Mourão y en 1658 se sabe de la pretensión de las tropas de Felipe IV de ocupar Vila Viçosa. Es entonces cuando aparece uno de los grandes generales de la Restauración portuguesa, Sancho Manuel de Vilhena, gobernador de Elvas. Luis de Haro y sus tropas, de aproximadamente 20 000 hombres y mucha artillería, cercan Elvas durante tres meses. Debido a la peste, hubo alrededor de 300 muertos al día y los portugueses tuvieron que resistir duros bombardeos. La batalla era decisivia pues se estaba jugando el control de Lisboa. El 14 de enero de 1659 se produce la batalla en los campos de Elvas que se salda con la victoria portuguesa. Sancho recibe, por su valor, el título de conde de Vila Flor. Sin embargo, la batalla no fue definitiva pues el tratado de los Pirineos dejó a España sin otras misiones militares.

(...) rápidamente, el rey volvería a sentir el fantasma de una amenaza, si cabe, aún más grave.
Joaquim Veríssimo Serrão.

Antes de una nueva invasión, se desata una crisis política en el seno de la corte entre la regente Luisa de Guzmán y su hijo Alfonso VI por los resortes del poder. La reina llegó a plantearse que su tercer hijo, Pedro, fuese nombrado heredero al trono por lo que recibió la Casa del Infantado aún en vida de su padre Juan IV. El fracaso del golpe de Estado palaciego de 1662 que buscaba el destierro de António Conti a Brasil y, quizás también, el encarcelamiento del monarca, supuso el fin de la regencia el 23 de junio de 1662 y la entrega del poder al rey.

### Llegada al poder
Fue la regente, Luisa de Guzmán, quien designó a los condes de Castelo Melhor y Atouguia como los consejeros del joven monarca, pero este nombramiento iría en contra de sus pretensiones y la eliminaría permanentemente del poder del reino.
No hay duda de que el conde de Castelo Melhor encabezó la maniobra que expulsó a la reina de la vida pública, con la participación del conde de Atouguia y Sebastião César de Meneses. Ambos llevaron al rey a Alcântara, donde convocaron a la nobleza, dejando el centro de decisión política del Paço da Ribeira. Para alcanzar el poder, los argumentos de Alfonso fueron dos: la búsqueda de medios para enfrentar la amenaza que Castilla representaba y evitarle a su madre el "trabajo continuo" del que era responsable como regente. Por Orden Real del 22 de junio de 1662, se invoca un principio jurídico inquebrantable de que todo el mundo debe obedecer.
La reina, tratada con el mayor respeto por el grupo de Castelo Melhor, permaneció en el palacio hasta marzo de 1663 y luego se retiró al convento de Agustinos descalzos. En una carta a su hija Catarina, reina de Inglaterra, define lo que sucedió como una conspiración. En la misma carta, ni siquiera menciona el nombre de Pedro, su segundo hijo, el hermano de Alfonso, debido a su corta edad, lo que no le permitió participar en esta lucha de poder. El país estaría en deuda con él por la coherencia y el pulso firme con el que garantizaba la nueva dinastía y las condiciones de la independencia de Portugal del país vecino. La inclinación que tenía por su segundo hijo probablemente se debían a la incapacidad que Luísa vio en el legítimo heredero y que podría poner en peligro los veinte años de lucha que se habían librado hasta entonces. Murió el 27 de noviembre del año siguiente, en el convento del valle de Xabregas. En su testamento, redactado el 26 de febrero de 1666, declara a Alfonso como su heredero y ejecutor. A su otro hijo le dejó las deudas, la protección de los sirvientes que la atendieron y le pide que proteja las obras de caridad a las que estaba vinculado su nombre.

### El conde de Castelo Melhor
Luís de Vasconcelos e Sousa, tercer conde de Castelo Melhor, con solo 26 años había vivido en el exilio en Francia durante dos años, debido a las sospechas de su participación en la muerte del conde de Vimioso. Cuando regresa a Portugal, pelea en defensa de Minho, resultando gravemente herido. Regresado a la corte, en 1659 recibió el cargo de reposteiro-mor do Paço, en 1662 ya se desempeñó como chambelán, constantemente en contacto con figuras reales y la familia real, lo que lo convirtió en una de las personalidades más distinguidas de la historia de la corte portuguesa. Él habrá encabezado el golpe de Estado que depuso a la regente, y colocó al soberano a la cabeza del poder del reino, junto con el conde de Atouguia y otros nobles caballeros. Todos verían al rey como un espacio para su ascenso social y político.
Tras la crisis de 1662, que le da el verdadero poder, Alfonso VI pronto reconoció los servicios del conde Luís al nombrarlo servidor de pureza, uno de los puestos más importantes del reino Esta posición, a lo largo de la segunda dinastía, casi siempre había estado dirigida al funcionario real más confiable. Hoy equivaldría a los deberes de un primer ministro. Por lo tanto, con esta oficina, a merced de la centralización del poder que impuso la Restauración, se le confió la máquina de la administración pública.
Si el reino disfrutó de la eficiente regencia de Luísa de Guzmán, tampoco perdió nada con el cambio, ya que Luís, al mando de la administración pública, demostró la garra de un verdadero estadista, según lo referido por Veríssimo Serrão. Esta firmeza política lo demostró en la conducción de las grandes batallas que seguirían a la toma de posesión de Alfonso.

### Relaciones exteriores
Este corto período de tiempo entre la caída del regente y la llegada de Castelo Melhor al poder fue fundamental para la diplomacia portuguesa y para el comercio internacional.
Catalina Enriqueta de Braganza, que había sido propuesta previamente por Fray Domingo do Rosário, un diplomático portugués, como la esposa de Luis XIV, vio esa propuesta rechazada por la influencia de Mazarino. Si el matrimonio hubiese tenido éxito, sería un triunfo para la diplomacia portuguesa.
Luego vino el tratado anglo-portugués de 1661, que tenía como objetivo el apoyo mutuo entre Portugal e Inglaterra y, en virtud del tratado, la princesa portuguesa se propone en matrimonio con Carlos II de Inglaterra, quien lo acepta. También estaba en juego una gran dote que Portugal tendría que pagar por el matrimonio, por lo que D. Luísa, aún como regente, tuvo que recurrir a la orden de la Junta de los Tres Estados para obtener el dinero necesario, ya que el pago, según lo requerido por el rey inglés, debía hacerse lo antes posible. El 25 de abril de 1662, La hermana de Alfonso se va a su nuevo reino.
Francia, a su vez, no hace ninguna objeción a este tratado, a pesar de su rivalidad con Inglaterra, gracias al apoyo del mariscal Turenne, que permitió el paso del general alemán Schomberg con más de 600 oficiales y soldados para servir en la etapa más crítica de la Guerra de restauración. Ver a España debilitada frente a la hegemonía de Francia, ciertamente correspondía a los objetivos de Luis XIV. Por lo tanto, además de no ser hostil al tratado, Francia firmó el tratado formal de la liga con D. Alfonso VI, quien más tarde contribuyó a la paz con España.
Las relaciones externas con los Países Bajos no fueron tan pacíficas, ya que este país fue uno de los grandes enemigos de Portugal, ya que se apropio de varias capitanías en Brasil y otros puertos de propiedad portuguesa, durante el dominio español. Después de un tratado ratificado por el rey Juan IV, las hostilidades cesaron durante 10 años. Sin embargo, los territorios todavía eran holandeses. Después de varias propuestas para devolver las capitanías de Brasil a cambio de ventajas en el comercio de sal de Setúbal y el pago de tres millones y medio de cruzados, las negociaciones se prolongan hasta que en agosto de 1661 se firma el tratado de paz. Ratificado por Alfonso VI el 24 de mayo de 1662, a pesar de que algunos puntos debían resolverse como resultado de la aplicación del tratado, Portugal tuvo que contribuir con cuatro millones de cruzados y el regreso de la artillería holandesa, a pagar dentro de 16 años. Así se hizo la paz entre Portugal y los Países Bajos.
Las relaciones con Escandinavia parecían ser intermitentes, con Cristian IV de Dinamarca recibiendo poco apoyo en vista de la posición política del país en España. Suecia, a su vez, en 1654 renuncia a la independencia de Portugal y reconoce Felipe IV como rey de este país. Las alianzas diplomáticas que le costaron tanto a Juan IV construir y mantener a Luísa ahora parecían desmoronarse. La relación entre las dos coronas se interrumpieron, de 1659 a 1662, ya con el gobierno portugués en manos de Castelo Melhor. Sin embargo, las relaciones comerciales hablaron más fuerte y Suecia se ve obligada a retroceder, para evitar las desventajas del monopolio de sal de Setúbal para los ingleses y holandeses y también debido a los intereses del mercado en Brasil y Guinea. Sin embargo, el enfoque diplomático entre Alfonso VI y Cristina de Suecia, no fue muy útil en la Restauración de la independencia.
La independencia portuguesa representaba una espada de doble filo para la Santa Sede, ya que la Iglesia no tenía nada contra la emancipación portuguesa, pero tampoco podía reconocerla debido a la influencia política de España. Este fue sin duda el campo de acción más difícil para los diplomáticos portugueses. Solo con la paz con España, el papa Clemente IX cambió la actitud romana hacia las pretensiones espirituales de Alfonso VI y reconoció a Portugal como un país independiente.

### Las grandes batallas
«Después de que Alfonso VI tomó posesión del gobierno del estado, Juan José de Austria, hijo bastardo del rey de Castilla, invadió el Alentejo, tomó Évora y llegó casi a las puertas de Lisboa. El conde de Castelo Melhor trató de organizar fuerzas importantes para repeler esta invasión, colocando a Sancho Manuel, al conde de Vila Flor y al conde de Schomberg frente a estas fuerzas. Siguió una serie de batallas y victorias; la reconquista de Évora, la toma de control de Assumar, Ouguela, Veiros, Monforte, Crato y Borba;la Ameixial, batalla que tuvo lugar en 1663, en el que se distinguieron el marqués de Marialva y el conde de Schomberg. El declive de Portugal era inevitable, con un rey tan débil que todo se sacrificaba por la quietud del espíritu y sus comodidades. En las colonias, esta disminución fue aún más pronunciada. Las complicaciones de la India, la alianza de Inglaterra, con el matrimonio de la infanta Catalina de Bragança, hija de Juan IV, con el rey de Inglaterra, Carlos II, que tomó dos plazas, Bombay y Tánger, como dote, por los holandeses, de Ceilán, Cranganor, Negapatam, Cochin, Coulam y Cananor, las negociaciones que fueron indispensables para entrar con ellos y la traición del duque de Aveiro y Fernando Teles de Faro. La campaña contra los españoles terminó, por así decirlo, con la batalla de Montes Claros, ganada por el marqués de Marialva y el conde de Schomberg. Después de esta batalla, solo hubo escaramuzas en las guerras fronterizas. Los españoles, ya cansados de tanta lucha, comenzaron a trabajar por la paz, que el conde de Castelo Melhor solo quería aceptar con las condiciones a las que tenía derecho nuestra constante supremacía militar. Así que el conde exigió que España nos diera una porción de su propio territorio, él quería Galicia, y ciertamente lo haría si las intrigas de la corte no lo hubieran precipitado del poder».
En 1663, se produjo un peligroso motín en Lisboa ante la pérdida de Évora y otras tierras alentejanas, lo que inquietó a la corte. Luego, en el mismo año, tuvo lugar la tercera batalla de este reinado, en Ameixial, junto a Estremoz, comandada por D. Sancho Manuel.
La cuarta batalla librada fue la de Castelo Rodrigo, también en 1663, comandada por Pedro Jacques de Magalhães, entonces primer vizconde de Fonte Arcada, y la quinta la de Montes Claros, cuyo mando recayó en el tercer conde de Cantanhede, António Luís de Meneses, luego Marqués de Marialva. Sin embargo, las victorias realizadas desde 1660 fueron apoyadas por un estratega alemán, el conde de Schomberg, contratado ese año por el conde de Soure.

### Caída del Conde de Castelo Melhor, abdicación y muerte
Los grupos del palacio aprovecharon la situación. Un grupo de nobles que también incluía al marqués de Marialva, el conde de Sarzedas, el conde de Vila Flor, logró derrocar al conde de Castelo Melhor. El 27 de octubre, el Ayuntamiento de Lisboa solicitó la convocatoria inmediata de las Cortes, mientras que Castelo Melhor fue exiliado en un monasterio de arrábidos cerca de Torres Vedras, luego exiliado en las cortes de Saboya, Francia e Inglaterra (su situación solo se solucionó después de la muerte de la reina en 1683). La Reina abandonó el Palacio el 21 de noviembre y se retiró al convento de Esperança en claustro con sus damas y oficiales, en lo que se consideró un gran escándalo.
Después de su partida en 1667, Alfonso fue obligado por su esposa, Maria Francisca, y su hermano, Pedro, a abdicar al trono el 22 de noviembre. El infante Pedro justificó hacerse cargo del gobierno exigiendo el «Senado de Lisboa». Solo mantuvo el título de "curador" y gobernador del Reino. Desde el 26 de noviembre de 1667 los documentos son firmados por el "Infante" y luego corta en 1668 llegó a ser el "Príncipe". El duque de Cadaval, Nuno Álvares Pereira de Melo, Vasco Luís da Gama, marqués de Nisa, se hicieron miembros del Consejo de Estado. El marqués de Gouveia, João da Silva fue elegido presidente de la Mesa del Desembargo do Paço, y como tesorero de la Granja, el viejo general António Luís de Meneses, Marqués de Marialva. Todos eran elementos vinculados al «partido francés», victoriosos sobre la facción «inglesa» dirigida por Castelo Melhor.
Alfonso fue expulsado a la isla de Terceira, en las Azores. Tales actos fueron sancionados por los tribunales de Lisboa de 1668. El rey murió en Sintra en 1683 después de ser encarcelado durante 9 años en la sala con su nombre en el Palacio Real de Sintra. Su muerte creó sospechas de envenenamiento, cuando fue depuesto por su hermano Pedro II, quien luego se casaría con su esposa. Ocurrió cuando salió de la habitación para ir a la capilla del Palacio.

## Ancestros
| \| \| \| \| \| \| \| \| \| \| \| \| \| \| \| \| \| \| \| \| 16. Teodosio I de Braganza y Guzmán, V duque de Braganza \| \| \| \| \| \| \| \| \| \| \| \| \| \| \| \| \| \| \| \| \| \| \| \| \| \| \| \| \| \| \| \| \| \| \| \| \| \| \| \| \| \| \| \| \| \| \| \| \| \| \| \| \| \| 8. Juan I de Braganza y Braganza, VI duque de Braganza \| \| \| \| \| \| \| \| \| \| \| \| \| \| \| \| \| \| \| \| \| \| \| \| \| \| \| \| \| \| \| \| \| \| \| \| \| \| \| \| \| \| \| \| \| \| \| \| \| \| \| \| \| \| 17. Isabel de Braganza y Castro (Isabel de Lencastre) \| \| \| \| \| \| \| \| \| \| \| \| \| \| \| \| \| \| \| \| \| \| \| \| \| \| \| \| \| \| \| \| \| \| \| \| \| \| \| \| \| \| \| \| \| \| \| \| \| \| \| \| \| \| 4. Teodosio II de Braganza y Portugal, VI duque de Braganza \| \| \| \| \| \| \| \| \| \| \| \| \| \| \| \| \| \| \| \| \| \| \| \| \| \| \| \| \| \| \| \| \| \| \| \| \| \| \| \| \| \| \| \| \| \| \| \| \| \| \| \| \| \| 18. Infante Eduardo de Portugal, IV duque de Guimarães \| \| \| \| \| \| \| \| \| \| \| \| \| \| \| \| \| \| \| \| \| \| \| \| \| \| \| \| \| \| \| \| \| \| \| \| \| \| \| \| \| \| \| \| \| \| \| \| \| \| \| \| \| \| 9. Infanta Catalina de Portugal \| \| \| \| \| \| \| \| \| \| \| \| \| \| \| \| \| \| \| \| \| \| \| \| \| \| \| \| \| \| \| \| \| \| \| \| \| \| \| \| \| \| \| \| \| \| \| \| \| \| \| \| \| \| 19. Isabel de Braganza y Guzmán \| \| \| \| \| \| \| \| \| \| \| \| \| \| \| \| \| \| \| \| \| \| \| \| \| \| \| \| \| \| \| \| \| \| \| \| \| \| \| \| \| \| \| \| \| \| \| \| \| \| \| \| \| \| 2. Juan IV de Portugal \| \| \| \| \| \| \| \| \| \| \| \| \| \| \| \| \| \| \| \| \| \| \| \| \| \| \| \| \| \| \| \| \| \| \| \| \| \| \| \| \| \| \| \| \| \| \| \| \| \| \| \| \| \| 20. Íñigo Fernández de Velasco y Tovar, IV duque de Frías \| \| \| \| \| \| \| \| \| \| \| \| \| \| \| \| \| \| \| \| \| \| \| \| \| \| \| \| \| \| \| \| \| \| \| \| \| \| \| \| \| \| \| \| \| \| \| \| \| \| \| \| \| \| 10. Juan Fernández de Velasco y Tovar, V duque de Frías \| \| \| \| \| \| \| \| \| \| \| \| \| \| \| \| \| \| \| \| \| \| \| \| \| \| \| \| \| \| \| \| \| \| \| \| \| \| \| \| \| \| \| \| \| \| \| \| \| \| \| \| \| \| 21. Ana Ángela Águeda de Guzmán y Aragón \| \| \| \| \| \| \| \| \| \| \| \| \| \| \| \| \| \| \| \| \| \| \| \| \| \| \| \| \| \| \| \| \| \| \| \| \| \| \| \| \| \| \| \| \| \| \| \| \| \| \| \| \| \| 5. Ana de Velasco y Girón \| \| \| \| \| \| \| \| \| \| \| \| \| \| \| \| \| \| \| \| \| \| \| \| \| \| \| \| \| \| \| \| \| \| \| \| \| \| \| \| \| \| \| \| \| \| \| \| \| \| \| \| \| \| 22. Pedro Téllez-Girón y de la Cueva, I duque de Osuna \| \| \| \| \| \| \| \| \| \| \| \| \| \| \| \| \| \| \| \| \| \| \| \| \| \| \| \| \| \| \| \| \| \| \| \| \| \| \| \| \| \| \| \| \| \| \| \| \| \| \| \| \| \| 11. María Téllez-Girón y Guzmán \| \| \| \| \| \| \| \| \| \| \| \| \| \| \| \| \| \| \| \| \| \| \| \| \| \| \| \| \| \| \| \| \| \| \| \| \| \| \| \| \| \| \| \| \| \| \| \| \| \| \| \| \| \| 23. Leonor Ana de Guzmán y Aragón \| \| \| \| \| \| \| \| \| \| \| \| \| \| \| \| \| \| \| \| \| \| \| \| \| \| \| \| \| \| \| \| \| \| \| \| \| \| \| \| \| \| \| \| \| \| \| \| \| \| \| \| \| \| 1. Alfonso VI, rey de Portugal \| \| \| \| \| \| \| \| \| \| \| \| \| \| \| \| \| \| \| \| \| \| \| \| \| \| \| \| \| \| \| \| \| \| \| \| \| \| \| \| \| \| \| \| \| \| \| \| \| \| \| \| \| \| 24. Juan Claros de Guzmán y Aragón, IX conde de Niebla \| \| \| \| \| \| \| \| \| \| \| \| \| \| \| \| \| \| \| \| \| \| \| \| \| \| \| \| \| \| \| \| \| \| \| \| \| \| \| \| \| \| \| \| \| \| \| \| \| \| \| \| \| \| 12. Alonso de Guzmán y Sotomayor, VII duque de Medina Sidonia \| \| \| \| \| \| \| \| \| \| \| \| \| \| \| \| \| \| \| \| \| \| \| \| \| \| \| \| \| \| \| \| \| \| \| \| \| \| \| \| \| \| \| \| \| \| \| \| \| \| \| \| \| \| 25. Leonor de Sotomayor y de Zúñiga \| \| \| \| \| \| \| \| \| \| \| \| \| \| \| \| \| \| \| \| \| \| \| \| \| \| \| \| \| \| \| \| \| \| \| \| \| \| \| \| \| \| \| \| \| \| \| \| \| \| \| \| \| \| 6. Manuel de Guzmán y Silva, VIII duque de Medina Sidonia \| \| \| \| \| \| \| \| \| \| \| \| \| \| \| \| \| \| \| \| \| \| \| \| \| \| \| \| \| \| \| \| \| \| \| \| \| \| \| \| \| \| \| \| \| \| \| \| \| \| \| \| \| \| 26. Ruy Gómez de Silva, I príncipe de Éboli \| \| \| \| \| \| \| \| \| \| \| \| \| \| \| \| \| \| \| \| \| \| \| \| \| \| \| \| \| \| \| \| \| \| \| \| \| \| \| \| \| \| \| \| \| \| \| \| \| \| \| \| \| \| 13. Ana Gómez de Silva y de Mendoza \| \| \| \| \| \| \| \| \| \| \| \| \| \| \| \| \| \| \| \| \| \| \| \| \| \| \| \| \| \| \| \| \| \| \| \| \| \| \| \| \| \| \| \| \| \| \| \| \| \| \| \| \| \| 27. Ana de Mendoza de la Cerda, II princesa de Mélito \| \| \| \| \| \| \| \| \| \| \| \| \| \| \| \| \| \| \| \| \| \| \| \| \| \| \| \| \| \| \| \| \| \| \| \| \| \| \| \| \| \| \| \| \| \| \| \| \| \| \| \| \| \| 3. Luisa Francisca de Guzmán \| \| \| \| \| \| \| \| \| \| \| \| \| \| \| \| \| \| \| \| \| \| \| \| \| \| \| \| \| \| \| \| \| \| \| \| \| \| \| \| \| \| \| \| \| \| \| \| \| \| \| \| \| \| 28. Francisco Gómez de Sandoval y Zúñiga, IV marqués de Denia \| \| \| \| \| \| \| \| \| \| \| \| \| \| \| \| \| \| \| \| \| \| \| \| \| \| \| \| \| \| \| \| \| \| \| \| \| \| \| \| \| \| \| \| \| \| \| \| \| \| \| \| \| \| 14. Francisco Gómez de Sandoval y Borja, I duque de Lerma \| \| \| \| \| \| \| \| \| \| \| \| \| \| \| \| \| \| \| \| \| \| \| \| \| \| \| \| \| \| \| \| \| \| \| \| \| \| \| \| \| \| \| \| \| \| \| \| \| \| \| \| \| \| 29. Isabel de Borja y Castro \| \| \| \| \| \| \| \| \| \| \| \| \| \| \| \| \| \| \| \| \| \| \| \| \| \| \| \| \| \| \| \| \| \| \| \| \| \| \| \| \| \| \| \| \| \| \| \| \| \| \| \| \| \| 7. Juana Lorenza Gómez de Sandoval y de la Cerda \| \| \| \| \| \| \| \| \| \| \| \| \| \| \| \| \| \| \| \| \| \| \| \| \| \| \| \| \| \| \| \| \| \| \| \| \| \| \| \| \| \| \| \| \| \| \| \| \| \| \| \| \| \| 30. Juan de la Cerda y Silva, IV duque de Medinaceli \| \| \| \| \| \| \| \| \| \| \| \| \| \| \| \| \| \| \| \| \| \| \| \| \| \| \| \| \| \| \| \| \| \| \| \| \| \| \| \| \| \| \| \| \| \| \| \| \| \| \| \| \| \| 15. Catalina de la Cerda y Braganza \| \| \| \| \| \| \| \| \| \| \| \| \| \| \| \| \| \| \| \| \| \| \| \| \| \| \| \| \| \| \| \| \| \| \| \| \| \| \| \| \| \| \| \| \| \| \| \| \| \| \| \| \| \| 31. Juana Manuel de Braganza y Fabra \| \| \| \| \| \| \| \| \| \| \| \| \| \| \| \| \| \| \| \| \| \| \| \| \| \| \| \| \| \| \| \| \| \| \| \| \| \| \| \| \| \| \| \| \| \| \| \| \| \| \| \| |                                                               |  |  |  |  |  |  |  |  |  |  |  |  |  |  |  |
| |                                                               |  |  |  |  |  |  |  |  |  |  |  |  |  |  |  |
| | 16. Teodosio I de Braganza y Guzmán, V duque de Braganza      |  |  |  |  |  |  |  |  |  |  |  |  |  |  |  |
| |                                                               |  |  |  |  |  |  |  |  |  |  |  |  |  |  |  |
| |                                                               |  |  |  |  |  |  |  |  |  |  |  |  |  |  |  |
| | 8. Juan I de Braganza y Braganza, VI duque de Braganza        |  |  |  |  |  |  |  |  |  |  |  |  |  |  |  |
| |                                                               |  |  |  |  |  |  |  |  |  |  |  |  |  |  |  |
| |                                                               |  |  |  |  |  |  |  |  |  |  |  |  |  |  |  |
| | 17. Isabel de Braganza y Castro (Isabel de Lencastre)         |  |  |  |  |  |  |  |  |  |  |  |  |  |  |  |
| |                                                               |  |  |  |  |  |  |  |  |  |  |  |  |  |  |  |
| |                                                               |  |  |  |  |  |  |  |  |  |  |  |  |  |  |  |
| | 4. Teodosio II de Braganza y Portugal, VI duque de Braganza   |  |  |  |  |  |  |  |  |  |  |  |  |  |  |  |
| |                                                               |  |  |  |  |  |  |  |  |  |  |  |  |  |  |  |
| |                                                               |  |  |  |  |  |  |  |  |  |  |  |  |  |  |  |
| | 18. Infante Eduardo de Portugal, IV duque de Guimarães        |  |  |  |  |  |  |  |  |  |  |  |  |  |  |  |
| |                                                               |  |  |  |  |  |  |  |  |  |  |  |  |  |  |  |
| |                                                               |  |  |  |  |  |  |  |  |  |  |  |  |  |  |  |
| | 9. Infanta Catalina de Portugal                               |  |  |  |  |  |  |  |  |  |  |  |  |  |  |  |
| |                                                               |  |  |  |  |  |  |  |  |  |  |  |  |  |  |  |
| |                                                               |  |  |  |  |  |  |  |  |  |  |  |  |  |  |  |
| | 19. Isabel de Braganza y Guzmán                               |  |  |  |  |  |  |  |  |  |  |  |  |  |  |  |
| |                                                               |  |  |  |  |  |  |  |  |  |  |  |  |  |  |  |
| |                                                               |  |  |  |  |  |  |  |  |  |  |  |  |  |  |  |
| | 2. Juan IV de Portugal                                        |  |  |  |  |  |  |  |  |  |  |  |  |  |  |  |
| |                                                               |  |  |  |  |  |  |  |  |  |  |  |  |  |  |  |
| |                                                               |  |  |  |  |  |  |  |  |  |  |  |  |  |  |  |
| | 20. Íñigo Fernández de Velasco y Tovar, IV duque de Frías     |  |  |  |  |  |  |  |  |  |  |  |  |  |  |  |
| |                                                               |  |  |  |  |  |  |  |  |  |  |  |  |  |  |  |
| |                                                               |  |  |  |  |  |  |  |  |  |  |  |  |  |  |  |
| | 10. Juan Fernández de Velasco y Tovar, V duque de Frías       |  |  |  |  |  |  |  |  |  |  |  |  |  |  |  |
| |                                                               |  |  |  |  |  |  |  |  |  |  |  |  |  |  |  |
| |                                                               |  |  |  |  |  |  |  |  |  |  |  |  |  |  |  |
| | 21. Ana Ángela Águeda de Guzmán y Aragón                      |  |  |  |  |  |  |  |  |  |  |  |  |  |  |  |
| |                                                               |  |  |  |  |  |  |  |  |  |  |  |  |  |  |  |
| |                                                               |  |  |  |  |  |  |  |  |  |  |  |  |  |  |  |
| | 5. Ana de Velasco y Girón                                     |  |  |  |  |  |  |  |  |  |  |  |  |  |  |  |
| |                                                               |  |  |  |  |  |  |  |  |  |  |  |  |  |  |  |
| |                                                               |  |  |  |  |  |  |  |  |  |  |  |  |  |  |  |
| | 22. Pedro Téllez-Girón y de la Cueva, I duque de Osuna        |  |  |  |  |  |  |  |  |  |  |  |  |  |  |  |
| |                                                               |  |  |  |  |  |  |  |  |  |  |  |  |  |  |  |
| |                                                               |  |  |  |  |  |  |  |  |  |  |  |  |  |  |  |
| | 11. María Téllez-Girón y Guzmán                               |  |  |  |  |  |  |  |  |  |  |  |  |  |  |  |
| |                                                               |  |  |  |  |  |  |  |  |  |  |  |  |  |  |  |
| |                                                               |  |  |  |  |  |  |  |  |  |  |  |  |  |  |  |
| | 23. Leonor Ana de Guzmán y Aragón                             |  |  |  |  |  |  |  |  |  |  |  |  |  |  |  |
| |                                                               |  |  |  |  |  |  |  |  |  |  |  |  |  |  |  |
| |                                                               |  |  |  |  |  |  |  |  |  |  |  |  |  |  |  |
| | 1. Alfonso VI, rey de Portugal                                |  |  |  |  |  |  |  |  |  |  |  |  |  |  |  |
| |                                                               |  |  |  |  |  |  |  |  |  |  |  |  |  |  |  |
| |                                                               |  |  |  |  |  |  |  |  |  |  |  |  |  |  |  |
| | 24. Juan Claros de Guzmán y Aragón, IX conde de Niebla        |  |  |  |  |  |  |  |  |  |  |  |  |  |  |  |
| |                                                               |  |  |  |  |  |  |  |  |  |  |  |  |  |  |  |
| |                                                               |  |  |  |  |  |  |  |  |  |  |  |  |  |  |  |
| | 12. Alonso de Guzmán y Sotomayor, VII duque de Medina Sidonia |  |  |  |  |  |  |  |  |  |  |  |  |  |  |  |
| |                                                               |  |  |  |  |  |  |  |  |  |  |  |  |  |  |  |
| |                                                               |  |  |  |  |  |  |  |  |  |  |  |  |  |  |  |
| | 25. Leonor de Sotomayor y de Zúñiga                           |  |  |  |  |  |  |  |  |  |  |  |  |  |  |  |
| |                                                               |  |  |  |  |  |  |  |  |  |  |  |  |  |  |  |
| |                                                               |  |  |  |  |  |  |  |  |  |  |  |  |  |  |  |
| | 6. Manuel de Guzmán y Silva, VIII duque de Medina Sidonia     |  |  |  |  |  |  |  |  |  |  |  |  |  |  |  |
| |                                                               |  |  |  |  |  |  |  |  |  |  |  |  |  |  |  |
| |                                                               |  |  |  |  |  |  |  |  |  |  |  |  |  |  |  |
| | 26. Ruy Gómez de Silva, I príncipe de Éboli                   |  |  |  |  |  |  |  |  |  |  |  |  |  |  |  |
| |                                                               |  |  |  |  |  |  |  |  |  |  |  |  |  |  |  |
| |                                                               |  |  |  |  |  |  |  |  |  |  |  |  |  |  |  |
| | 13. Ana Gómez de Silva y de Mendoza                           |  |  |  |  |  |  |  |  |  |  |  |  |  |  |  |
| |                                                               |  |  |  |  |  |  |  |  |  |  |  |  |  |  |  |
| |                                                               |  |  |  |  |  |  |  |  |  |  |  |  |  |  |  |
| | 27. Ana de Mendoza de la Cerda, II princesa de Mélito         |  |  |  |  |  |  |  |  |  |  |  |  |  |  |  |
| |                                                               |  |  |  |  |  |  |  |  |  |  |  |  |  |  |  |
| |                                                               |  |  |  |  |  |  |  |  |  |  |  |  |  |  |  |
| | 3. Luisa Francisca de Guzmán                                  |  |  |  |  |  |  |  |  |  |  |  |  |  |  |  |
| |                                                               |  |  |  |  |  |  |  |  |  |  |  |  |  |  |  |
| |                                                               |  |  |  |  |  |  |  |  |  |  |  |  |  |  |  |
| | 28. Francisco Gómez de Sandoval y Zúñiga, IV marqués de Denia |  |  |  |  |  |  |  |  |  |  |  |  |  |  |  |
| |                                                               |  |  |  |  |  |  |  |  |  |  |  |  |  |  |  |
| |                                                               |  |  |  |  |  |  |  |  |  |  |  |  |  |  |  |
| | 14. Francisco Gómez de Sandoval y Borja, I duque de Lerma     |  |  |  |  |  |  |  |  |  |  |  |  |  |  |  |
| |                                                               |  |  |  |  |  |  |  |  |  |  |  |  |  |  |  |
| |                                                               |  |  |  |  |  |  |  |  |  |  |  |  |  |  |  |
| | 29. Isabel de Borja y Castro                                  |  |  |  |  |  |  |  |  |  |  |  |  |  |  |  |
| |                                                               |  |  |  |  |  |  |  |  |  |  |  |  |  |  |  |
| |                                                               |  |  |  |  |  |  |  |  |  |  |  |  |  |  |  |
| | 7. Juana Lorenza Gómez de Sandoval y de la Cerda              |  |  |  |  |  |  |  |  |  |  |  |  |  |  |  |
| |                                                               |  |  |  |  |  |  |  |  |  |  |  |  |  |  |  |
| |                                                               |  |  |  |  |  |  |  |  |  |  |  |  |  |  |  |
| | 30. Juan de la Cerda y Silva, IV duque de Medinaceli          |  |  |  |  |  |  |  |  |  |  |  |  |  |  |  |
| |                                                               |  |  |  |  |  |  |  |  |  |  |  |  |  |  |  |
| |                                                               |  |  |  |  |  |  |  |  |  |  |  |  |  |  |  |
| | 15. Catalina de la Cerda y Braganza                           |  |  |  |  |  |  |  |  |  |  |  |  |  |  |  |
| |                                                               |  |  |  |  |  |  |  |  |  |  |  |  |  |  |  |
| |                                                               |  |  |  |  |  |  |  |  |  |  |  |  |  |  |  |
| | 31. Juana Manuel de Braganza y Fabra                          |  |  |  |  |  |  |  |  |  |  |  |  |  |  |  |
| |                                                               |  |  |  |  |  |  |  |  |  |  |  |  |  |  |  |
| |                                                               |  |  |  |  |  |  |  |  |  |  |  |  |  |  |  |

## Sucesión
| Predecesor: Teodosio de Braganza | Príncipe de Brasil 1653-1656 | Sucesor: Isabel Luisa de Portugal |
| Predecesor: Juan IV              | Rey de Portugal y Algarves 1656-1683 bajo regencia de Luisa Francisca de Guzmán (1656-1662) y bajo Pedro de Braganza (1668-1681) | Sucesor: Pedro II                 |